# Lutjanus buccanella
Lutjanus buccanella es una especie de peces de la familia Lutjanidae en el orden de los Perciformes.

## Morfología
• Los machos pueden llegar alcanzar los 75 cm de longitud total.

## Alimentación
Come principalmente peces.

## Hábitat
Es un pez de mar de clima tropical y asociado a los  arrecifes de coral.

## Distribución geográfica
Se encuentra desde Carolina del Norte (Estados Unidos) y Bermuda hasta la Isla de Trinidad y el norte del Brasil, incluyendo el Golfo de México.

## Uso comercial
Se comercializa fresco.